# Ola Bini
Pour les articles homonymes, voir Bini.
Ola Bini, né Ola Martin Gustafsson en 1982, est un programmeur suédois et hacktiviste, travaillant pour le Centre d'autonomie numérique en Équateur sur les questions de confidentialité, de sécurité et de cryptographie. Il vit en Équateur depuis 2013[réf. nécessaire].
En avril 2019, Bini a été arrêté en Équateur, apparemment en raison de son association avec Julian Assange et WikiLeaks .

## Biographie
Ola Bini a été impliqué dans la conception et l'implémentation de langages de programmation (JRuby, Ioke, Seph). Selon son site Web, il travaille sur des technologies pour améliorer la confidentialité,.

### Institut Karolinska
Selon son livre de 2007, Ola Bini a travaillé au Karolinska Institutet de 2001 à 2007 en tant que développeur et architecte de systèmes .

### Travaux
En juin 2007, Bini a quitté le Karolinska Institutet pour rejoindre ThoughtWorks pour travailler sur le langage de programmation Ruby, y compris le noyau JRuby. Cette année-là, il est l'auteur du livre Practical JRuby on Rails Web 2.0 Projects: Bringing Ruby on Rails to Java, faisant référence à son travail pour ThoughtWorks Studios, la division de développement de produits de ThoughtWorks, Ltd. Il a parlé de JRuby et Ioke à Google I/O 2009. En 2011, il a écrit un deuxième livre sur la création d'applications de développement Web, Using JRuby: Bringing Ruby to Java .
La société l'a depuis décrit comme « le créateur des langages de programmation Seph and Ioke », et l'a noté comme un orateur au Swecha Freedom Fest faisant de la sensibilisation des étudiants en Inde. Chez ThoughtWorks, Bini était un collègue d'Aaron Swartz, dont il déplorait la perte, en disant : « Nous avons passé du temps ensemble et nous travaillons pour la même entreprise. J'espérais pouvoir un jour travailler sur un projet avec lui ».
Bini a déménagé en Équateur en 2013 dans le cadre de son travail de conseil en cybersécurité pour ThoughtWorks, qui a passé un contrat avec le gouvernement équatorien cette année-là pour le conseiller sur une nouvelle loi affectant le développement de logiciels. Deux semaines après son arrivée, il a donné une conférence sur L'Équateur comme paradis de la vie privée lors d'un événement universitaire d'État.

Le numéro de janvier / avril 2015 du LineaSur Foreign Policy Journal, publié par le ministère des Affaires étrangères et de la Mobilité humaine de l'Équateur, citait une interview de Bini pour façonner la perspective du gouvernement sur la politique de confidentialité sur Internet
 : Avec l'arrivée de « l'Internet des objets » et l'accumulation de données par les entreprises qui traitent et revendent des « big data », le besoin de règles claires et de garanties de droits est urgent. De nombreux appareils connectés à Internet déjà en vente ne disposent pas des sécurités nécessaires et exposent la population à des défaillances techniques, une surveillance inappropriée et des actes criminels. (Voir l'entretien avec Ola Bini [« Desafíos técnicos », 2015]).
Une interview de Bini avec ce titre a été publiée à El Ciudadano en mai 2015, dans laquelle il a attiré l'attention sur les dangers des voitures et autres appareils vulnérables aux intrusions sur Internet.
Selon l' Electronic Frontier Foundation, Bini est « un développeur de logiciels libres, qui a œuvré pour améliorer la sécurité et la confidentialité d'Internet pour tous ses utilisateurs. Il a travaillé sur plusieurs projets open source clés, dont JRuby, plusieurs bibliothèques Ruby, ainsi que de multiples implémentations du protocole de communication sécurisé et ouvert OTR. L'équipe d'Ola chez ThoughtWorks a contribué à Certbot, l'outil géré par EFF qui a fourni un cryptage fort pour des millions de sites Web à travers le monde ».

### Centro de Autonomía Digital
Le Centro de Autonomía Digital, une petite organisation à but non lucratif constituée en Équateur et en Espagne « dans le but de faire d'Internet un endroit plus sûr pour tous », dont il est le directeur technique, a publié une déclaration en 2019 détaillant ses contributions et notant qu'il avait été classé par Computerworld comme le développeur numéro 6 de Suède (en 2008), et qu'il « a créé deux langages de programmation » et qu'il est « un activiste de longue date des logiciels libres et de la vie privée et de la transparence ». La déclaration énumère ses contributions à loke, Seph, JesCov, JRuby, JtestR, Yecht, JvYAMLb, JvYAML-gem, RbYAML, Ribs, ActiveRecord-JDBC, Jatha, Xample et JOpenSSL. 

### Projet DECODE
Bina a contribué au projet DECODE de l'Union européenne, visant à « donner aux gens la propriété de leurs données personnelles », en tant que membre du conseil consultatif.

## Arrestation en Équateur
Ola Bini a été arrêté dans le cadre d'une action qui semblait être coordonnée avec la révocation de l'asile et l'arrestation de Julian Assange, qu'il comptait comme un ami personnel et qu'il a visité une douzaine de fois pendant qu'il se voyait accorder le refuge à l'ambassade équatorienne. Le gouvernement n'a pas porté plainte, mais a déclaré que Bini avait été arrêté pour « participation présumée au crime d'agression contre l'intégrité des systèmes informatiques » qui faisait l'objet d'une enquête. 
Le président équatorien, Lenín Moreno, a annoncé le 27 juillet 2018 qu'il avait entamé des pourparlers avec les autorités britanniques pour retirer l'asile à Assange. Le 11 avril 2019, l'asile a été retiré et Assange a été arrêté. Ola Bini a été arrêté le même jour à l' aéroport de Quito alors qu'il s'apprêtait à embarquer sur un vol de longue durée à destination du Japon, sur lequel il avait prévu de se rendre pour s'entraîner au Bujinkan Budo Taijutsu, un art martial qu'il pratiquait depuis 2007.
L'arrestation est intervenue quelques heures après l'expulsion d'Assange de l'ambassade équatorienne à Londres. Bini transportait au moins 30 dispositifs de stockage électroniques,. En réponse, l'avocat de la défense Carlos Soria a déclaré à Reuters : « Ils essaient de le lier à une sorte de cas d'espionnage possible sans aucune preuve ni preuve. C'est un ami personnel de Julian Assange, il n'est pas membre de WikiLeaks, et être ami avec quelqu'un n'est pas un crime - pas plus qu'avoir des ordinateurs à la maison ». L'avocat a publié une liste plus détaillée des objections.
Romo a allégué que Bini avait été impliqué dans le complot avec deux pirates informatiques russes et l'ancien ministre des Affaires étrangères Ricardo Patiño, qui avait accordé l'asile à Assange en 2012, affirmant que Bini avait voyagé avec le ministre des Affaires étrangères au Pérou, en Espagne et au Venezuela. Patiño a répondu : « Le ministre de l'Intérieur a déclaré que l'homme suédois arrêté hier travaillait avec moi. Je ne l'ai jamais rencontré. Pire encore, voyagé avec lui. Je ne connais pas non plus les hackers russes. Les seuls Russes que je connaisse sont : le président Poutine, le ministre des Affaires étrangères Lavrov et l'ambassadeur de Russie »,. La semaine suivante, l'Équateur a demandé un mandat d'arrêt international pour Patiño, qui a fui le pays après que les procureurs ont tenté de l'inculper pour avoir encouragé les manifestants à bloquer les routes et à pénétrer dans les institutions publiques l'année précédente.
Les parents de Bini, Dag Gustafsson et Gorel Bin, ont déclaré que leur fils avait été menacé en prison et qu'ils resteraient en Équateur jusqu'à sa libération. Ils se sont exprimés lors d'une conférence de presse concernant son appel et ont accordé une interview d'une demi-heure à Tele Sur English.

### Poursuite judiciaire
Un appel auprès du tribunal provincial de Pichincha a été décidé 2-1 contre Bini le 3 mai : le juge Inés Romero a approuvé la demande d'appel, mais les juges Juana Pacheco et Fabián Fabara s'y sont opposés,. Le 20 juin, le tribunal provincial de Pichincha s'est prononcé en faveur de la demande d'habeas corpus de Bini, ordonnant sa libération le lendemain.

### Enquête
Le 18 mai, un serveur a été pris dans les bureaux de Telconet, que Ola Bini a déclaré louer 5 000 dollars par mois. Cette action a été initialement décrite comme une saisie lors d'une perquisition dans les bureaux de l'entreprise, mais l'entreprise a soutenu qu'aucune perquisition n'avait eu lieu et que le serveur avait été remis d'un commun accord.

### Interrogatoire aux États-Unis
Des sources du bureau du procureur équatorien et du ministère de la Justice des États-Unis ont déclaré à Associated Press que Bini aurait pu être interrogé par les États-Unis le 27 juin.

### Réactions

#### Analyse et commentaire
Les rapports de presse de l'affaire suggèrent que cela, comme la révocation de l'asile d'Assange, pourrait être une réponse à la publication des « INA Papers » en mars 2019, qui détaillaient les transactions financières offshore de Lenin Moreno et de sa famille.[réf. nécessaire] Les papiers, qui ont servi de base à une enquête par la législature, peuvent avoir été mentionnés par le ministre de l'Intérieur Romo quand elle a prétendu avoir « des preuves suffisantes que [Bini] collaborait à des tentatives de déstabilisation du gouvernement ». Les papiers ont été publiés sur un site Web indépendant et ont été divulgués dans un reportage de La Fuente ; Wikileaks a nié tout rôle dans l'obtention ou la publication des documents et Assange lui-même a été étroitement surveillé et coupé de toute communication au sein de l'ambassade.
Vijay Prashad, écrivant pour CounterPunch, a écrit un éditorial sous la forme d'une lettre à Bini demandant « Qu'est-ce qu'ils veulent que vous disiez, Ola ? Le gouvernement américain détient Chelsea Manning en prison. Ils veulent qu'elle incrimine Assange. Le gouvernement équatorien agit-il pour le gouvernement américain, vous demandant de dire des choses sur Assange, des choses que vous ne sauriez évidemment pas ? » Et en terminant « Vous êtes un prisonnier politique ».
Une lettre ouverte d'un groupe de personnalités, dont Noam Chomsky, Pamela Anderson et Brian Eno, a été publiée sous forme d'éditorial dans Aftonbladet. Il a appelé le gouvernement suédois à s'impliquer politiquement dans l'affaire davantage qu'à une assistance consulaire ordinaire.

#### Organisations
L'Electronic Frontier Foundation a publié une déclaration selon laquelle les autorités équatoriennes n'ont aucune raison de détenir Bini, écrivant que « On pourrait s'attendre à ce que l'administration équatorienne présente Bini comme un espoir de la high-tech du pays et utilise son expertise pour aider la nouvelle administration à sécuriser son infrastructure - tout comme l'Union européenne a elle-même utilisé l'expertise d'Ola pour développer son projet de confidentialité DECODE financé par le gouvernement... Chez EFF, nous sommes familiers avec des procureurs trop zélés qui tentent d'impliquer des codeurs innocents en les dépeignant comme de dangereux cyber-cerveaux, ainsi qu'en diabolisant les outils et le mode de vie des codeurs qui travaillent pour défendre la sécurité des infrastructures critiques, et non pour les saper. Ces cas sont le signe d'une panique technologique inappropriée, et leurs affirmations sont rarement confirmées par les faits ».
L'Article 19 appelait à la libération de Bini, déclarant : « L'Article 19 est préoccupé par le fait que l'arrestation et la détention illégale d'Ola Bini font partie d'une répression contre la communauté des développeurs qui construisent des outils technologiques de sécurité numérique qui permettent les libertés sur Internet et la communication sécurisée en ligne » Amnesty International a également commenté son cas.
Un site Web Free Ola Bini a été établi, avec une lettre de solidarité citant de nombreuses organisations de soutien, qui exhorte les lecteurs à se joindre à une campagne Code Pink soutenant sa libération.